# Srednja vas - Poljane
Srednja vas - Poljane je naselje v Občini Gorenja vas - Poljane.
Ob preimenovanju naselja, je naselje dobilo slovnično neustrezno desno določilo Poljane. Ker je pokrajina nenaselbinsko ime, se neprve besede, ki niso že same po sebi lastno ime, pišejo z malo začetnico. Nestični vezaj pa pomeni "in", kot na primer v dvojnem imenu kraja Šmarje - Sap. Ustrezno poimenovanje kraja je torej Srednja vas pri Poljanah. Napačno ime kraja lahko v ustrezno ime popravi občina.